# RT200型铁路客车
RT200型铁路客车（俄语：Пассажирский вагон РТ200）是苏联铁路的高速铁路客车车型之一，设计营运速度为200公里/小时，由加里宁车辆制造厂于1972年至1979年间制造，曾经在莫斯科-列宁格勒铁路投入使用。

## 发展历史
从1950年代末开始，苏联铁路开始在铁路干线上进行提速改造，以提高旅客列车的运行速度。苏联首先在线路条件较好的莫斯科-列宁格勒铁路上，通过撤销部分车站、延长缓和曲线、更换钢轨和道岔、强化桥梁隧道等措施，使旅客列车最高速度在1958年至1963年间分三个阶段由100公里/小时提高到160公里/小时。1963年，加里宁车辆制造厂成功研制了КВЗ-ЦНИИ型准高速客车转向架，构造速度提高到160公里/小时。1963年6月12日，采用准高速客车（ЦМВ）的“阿芙乐尔号”列车在莫斯科和列宁格勒之间投入营运，成为苏联第一列最高速度达到160公里/小时的特快旅客列车，牵引机车为ChS2型电力机车，全程运行5小时27分钟，平均技术速度为130.4公里/小时。
与此同时，苏联铁路决定向更高速度发起挑战，以保持作为铁路强国的地位。同年年底，苏联部长会议通过了有关发展高速铁路运输的决议。为此，中央交通科学研究院和全苏车辆制造科学研究院进行了大量研究工作，并为高速铁路车辆制订了相关技术要求。1960年代中期，加里宁车辆制造厂和其他设计院、研究所正式立项研制高速客车。按照设计要求，这种客车适用于由机车牵引的动力集中式高速列车，车辆尺寸需符合ГОСТ-92238-59О-Т铁路车辆限界标准，车辆设计按225公里/小时的最高速度进行计算，并满足-50℃～+50℃外部环境温度的使用条件，而有关强度、稳定性和安全性方面的要求则应完全符合苏联交通部的相关法规。1966年至1969年，对高速客车的车体材料、平面设计、车体结构、转向架等各种部分完成了理论与试验研究。这种新型高速客车以“俄罗斯三驾马车”（Русская Тройка）命名，定型为RT200型。
1971年2月26日，ChS2M型电力机车牵引三辆准高速客车，最高试验速度达到228公里/小时，是当时苏联铁路的最高速度纪录，这次试验为高速客车的研制提供了宝贵的数据和经验。1972年，加里宁车辆制造厂试制了RT200型客车的第一辆原型车。1973年夏季，该辆原型车在十月铁路局管内线路进行冲击试验和动力学试验，试验列车由一台ChS2M型电力机车、两辆试验车和一辆原型车组成，列车在托斯诺至丘多沃区间达到210公里/小时的最高速度。1973年9月，加里宁车辆制造厂试制了首列RT200型客车，包括八辆软座车和一辆酒吧车。该列车与一辆空调发电车组成一列十辆编组的高速列车，于同年9月18日开始在莫斯科-列宁格勒铁路进行试验。
1975年7月8日，RT200型客车正式投入载客营运，牵引机车采用ChS200型电力机车，每天往返于莫斯科和列宁格勒一次，莫斯科的发车时间为下午12时30分，列宁格勒的发车时间为晚上8时正。1976年6月26日，RT200型客车在柳班至丘多沃区间的试验速度达到220公里/小时。1976年下旬，为了更换空气弹簧和其他一些配件，RT200型客车暂停载客营运。1979年，加里宁车辆制造厂试制了一辆与之配套的空调发电车，采用了与RT200型客车相同的高速转向架和车体结构。1980年4月10日，RT200型客车进行最后一次试运行后，就此退出历史舞台。
RT200型客车未能投入广泛使用的主要原因，并非来自于本身的缺陷，而是与之配套的高速电力机车。由于RT200型客车采用空气弹簧，由机车提供的压缩空气不仅供空气制动系统使用，还要提供给空气弹簧，因此RT200型客车需要比一般列车更大的供风量，以确保列车的行驶安全。试验结果显示，ChS2型电力机车和ChS200型电力机车的原型车无法满足该列车的供风需要，而ChS2T型电力机车亦只能勉强牵引六辆编组的高速列车。1980年，经过改进的ChS200型电力机车虽然基本解决了这个问题，但列车制动距离却超出了允许的限制范围。
1980年代后期，其中10辆RT200型高速客车报废并拆解，其余2辆被放置在列宁格勒的华沙车站和芬兰车站，作为储物仓库使用。

## 技术特点
RT200型高速客车采用无中梁薄壁筒形整体承载的车体结构，车辆以车钩中心线间距计算的长度为27.15米，车体底架长度为26.35米，车辆宽度为3.05米，车体高度略低于普遍的23.6米全金属长途客车，以降低车辆重心。车体结构的主要部件采用1915Т挤压铝合金型材制造，侧墙、地板和端墙采用3毫米厚度的AMgSM铝合金板制造，而车顶则采用4毫米厚度的铝合金板，以减轻高速列车的车体自重、提高车体的防腐性和密封性，车体侧墙亦设有加强压根。车辆内墙板内采用聚苯乙烯泡沫塑料作为绝缘和隔热材料。为了提高车体侧墙刚度、降低列车高速会车时产生交会压力波对车窗造成的瞬间冲击，车体侧墙采用了稍微向内倾斜的设计。车体下部设有圆弧形板裙板包覆两台转向架之间整个车底，以减少高速运行时的空气阻力，并提高车辆的抗扭刚度。车辆之间采用SA-3型自动车钩、R-2P型橡胶缓冲器、以及囊式橡胶折棚风挡连接。
客室采用“2+2”的双人座位布置方式，并采用可旋转可倾斜的航空式座椅，每节车厢定员76人。每节车厢并设有两个通过台、两个厕所、一个乘务员室、一个电气室。而酒吧车内有约一半位置用来设置酒吧区。全部车辆均设有КЖВС-25型空调装置，其中通风机设于通过台顶部，压缩机、冷凝器和热交换器则集合为一个单元安装于车底，空调制冷量为25,000千卡/小时，通风性能为5000～5500立方米/小时。为了在寒冷季节提高客车内温度，列车空调通风系统内设有电热器。车辆内饰大量采用胶合板材料。车体隔热材料采用具有良好阻燃性能的聚苯乙烯泡沫塑料（PSB-S）。客室内部采用荧光灯照明，而两端通过台和小走廊采用白炽灯照明。车辆的照明和空调由发电车集中供电，供电制式为380／220伏特三相交流电。
每节车厢装有两台ТСК-1型高速转向架，转向架构架是由两个侧梁和三个横梁组焊而成的箱型钢结构。轴箱采用拉杆式定位装置，实现轮对相对转向架构架的纵向及横向位移；每个轴箱均装有三个轴承元件，其中两个滚柱轴承承受径向力，另外一个滚珠轴承用来承受轴向力。轮对采用整体辗钢车轮，车轮直径为950毫米，所有轮对均设有踏面清扫器，以改善车轮与钢轨间的粘着状态。转向架的固定轴距为2,500毫米，转向架中心间距为19,000毫米。转向架设有二系悬挂装置，一系悬挂为轴箱侧螺旋圆弹簧，二系悬挂为摇动台式中央悬挂装置，中央悬挂装置采用膜式空气弹簧，以提高车辆的垂向平稳性。在额定载荷的情况下，一系悬挂的静挠度为50～60毫米，中央悬挂的静挠度为200～220毫米。转向架采用全旁承承载结构，车体重量通过中央悬挂装置左右两侧的空气弹簧支承于转向架摇枕上，以提高转向架回转阻尼并抑制转向架的蛇行运动。转向架两侧设有斜对称安装的纵向牵引拉杆，拉杆两端具有橡胶金属弹性节点将摇枕和构架相连，使摇动台得到纵向定位并改善振动性能。为了改善转向架的垂向振动性能，在轴箱和中央悬挂装置均装有垂向油压减震器。
RT200型高速客车设有盘式制动、磁轨制动两种制动装置。基础制动装置采用轴盘制动，每根车轴均安装有两块铸铁制动盘，并设有电子防滑器以防止轮对滑行造成踏面擦伤。磁轨制动仅限紧急制动时使用，转向架两侧下方均安装有磁轨制动器，利用悬挂在转向架的电磁铁靴吸附在路轨上的摩擦阻力来降低车辆速度。

## 参看
- 阿芙乐尔号列车
- ER200型电力动车组
- ChS200型电力机车
- 61-4170型铁路客车